# Бланка Суарес
Бланка Мартінес Суарес (ісп. Blanca Martínez Suárez; рід. 21 жовтня 1988, Мадрид) — іспанська акторка. Відома за ролями в серіалах «Чорна лагуна», «Ковчег» та «Красуня і чудовисько».

## Біографія
Бланка народилася в Мадриді 21 жовтня 1988 року. Під час навчання в гімназії вона брала уроки акторської майстерності в школі мистецтв «Artes Escénicas Tritón». Вчилася в Університеті короля Хуана Карлоса, але потім вирішила зайнятися акторською кар'єрою.
Перша слава прийшла до неї після ролі Ангели у фільмі «Тремтіння». Їй було всього вісімнадцять років. Справжній успіх прийшов до молодої акторки, коли в 2007 році вийшов серіал «Чорна лагуна», де вона виконала роль Хулії. Спочатку роль Хулії була другорядною, але незабаром вона перейшла до основного складу.
Після завершення серіалу «Чорна лагуна» Бланка підписала контракт з каналом «Antena 3» на участь у новому серіалі «Корабель» разом з Маріо Касасом, з яким вже знімалася у фільмі «Неонова плоть» і прийняла пропозицію Альмодовара зіграти в його новому фільмі «Шкіра, в якій я живу» за участю Антоніо Бандераса. Пізніше Педро подзвонив Бланці і запропонував взяти участь ще в одному своєму фільмі «Я дуже збуджений».
У 2013 році знялася в епізоді телесеріалу «Розкажи мені історію», де зіграла Білосніжку. У 2015 знялася в міні-серіалі «Наші», разом з Уго Сільвою, в телесеріалі «Карлос, король-імператор» в ролі Ізабелли Португальської, у фільмі «Втрачений північ», де зіграла разом з Йоном Гонсалесом і у фільмі «Забійний вогник» з Маріо Касасом і Уго Сільвою, за яку роль була номінована на премію «Feroz» як «Краща жіноча роль другого плану».
У 2012 році була названа «Жінкою року» в іспанській версії журналу GQ.

## Особисте життя
У 2009 році Бланка почала зустрічатися з іспанським актором Хав'єром Перейра. Пара розлучилася в 2011 році.
З лютого 2011 року зустрічалася з актором Мігелем Анхелем Сільвестра, але в 2014 році пара розлучилася.
З січня 2014 року до вересня 2014 року зустрічалася з Дані Мартіном.

## Фільмографія
| Фільми та телесеріали | Фільми та телесеріали    | Фільми та телесеріали       | Фільми та телесеріали |
| Рік                   | Назва                    | Роль                        | Примітка              |
| --------------------- | ------------------------ | --------------------------- | --------------------- |
| 2007—2010             | Чорна лагуна             | Хулія Медіна                | головна роль          |
| 2008                  | Озноб                    | Анхела                      | дебютна роль          |
| 2008                  | Труси                    | Ред.                        |                       |
| 2009                  | Витік мізків             | Ангельський голос           |                       |
| 2009                  | Консул Содому            | Сандра                      |                       |
| 2010                  | Неонова плоть            | Вероніка                    | головна роль          |
| 2011                  | Шкіра, в якій я живу     | Норма                       |                       |
| 2011—2013             | Корабель                 | Айноа Монтеро               | головна роль          |
| 2012                  | Королі рулетки           | Інгрід                      |                       |
| 2012                  | Апельсиновий мед         | Кармен                      | головна роль          |
| 2013                  | Я дуже збуджений         | Рут                         |                       |
| 2014                  | Красуня і чудовисько     | Белла                       | головна роль          |
| 2014                  | Втрачений північ         | Карла                       | головна роль          |
| 2015                  | Забійний вогник          | Палома                      | головна жіноча роль   |
| 2015                  | Карлос, король-імператор | Ізабелла Португальська      |                       |
| 2016                  | Бар                      | Елена                       | головна роль          |
| 2017                  | Телефонистки             | Альба Ромеро (Лидия Агилар) | головна роль          |